# Anne Boleyn (série de televisão)
Anne Boleyn (bra/prt: Ana Bolena — A Rainha) é uma minissérie britânica de drama histórico e suspense psicológico subdividida em três episódios desenvolvida para a emissora Channel 5. A minissérie é estrelada por Jodie Turner-Smith como a poderosa e ambiciosa Ana Bolena, rainha-consorte de Henrique VIII que, por sua vez, é interpretado por Mark Stanley. 
A minissérie foi escrita por Eve Hedderwick Turner e dirigida por Lynsey Miller com o historiador Dan Jones como produtor executivo.

## Premissa
A série se passa nos últimos cinco meses de Anne antes de sua execução por decapitação, por traição, em 1536.

## Elenco
- Jodie Turner-Smith como Ana Bolena
- Mark Stanley como Henrique VIII
- Paapa Essiedu como Jorge Bolena
- Barry Ward como Thomas Cromwell
- Amanda Burton como Anne Shelton
- Lola Petticrew como Joana Seymour
- Thalissa Teixeira as Madge Shelton
- Isabella Laughland as Elizabeth Browne
- Anna Brewster como Joana Bolena
- Kris Hitchen como Duque de Norfolk
- Turlough Convery como Henry Norris
- Jamael Westman como Eduardo Seymour
- Phoenix Di Sebastiani como Eustace Chapuys
- Aoife Hinds como Princesa Maria
- James Harkness como William Kingston
- Abhin Galeya como Tomás Cranmer

## Episódios
| N.º | Título                       | Dirigido por  | Escrito por           | Exibição original  |
| --- | ---------------------------- | ------------- | --------------------- | ------------------ |
| 1 | "Episode I" "Episódio I"     | Lynsey Miller | Eve Hedderwick Turner | 1 de junho de 2021 |
| Em 1536, apenas seis meses após a morte da rainha anterior, Catarina de Aragão, Henrique VIII e Ana Bolena concedem um grande banquete no Palácio de Hatfield. Henrique questiona Ana sobre sua gravidez e insiste que aguarda um filho homem para governar a Inglaterra. Após a festa, durante uma partida de maw nos aposentos de Ana, Joana Seymour é apontada pelas damas da corte como uma suposta amante de Henrique, levantando as suspeitas da rainha. Ana e seu irmão, Jorge Bolena, recebem bem a tradução da Bíblia para o inglês e apoiam os Reformadores, mas entram em conflito com Thomas Moore, que planeja dissolver os monastérios e reverter os lucros para a Coroa. Ana convida Joana Seymour para uma caminhada e deixa transparecer seu conhecimento da infidelidade de Henrique. Ana visita os aposentos de Henrique, que sofreu uma queda de cavalo, e ouve rumores de que o rei planeja trazer sua filha mais velha, Maria, para a corte em Hatfield a fim de conseguir maior apoio da Espanha. Jorge Bolena e Thomas Moore convencem Ana a não tomar medidas vingativas contra Maria e o embaixador espanhol Chapuys. Dias depois, Henrique se recupera e adverte Ana a não manter relações íntimas por conta de sua gravidez de risco. Inadvertidamente, Ana invade os aposentos de Henrique e encontra o rei em momento íntimo de carícias com Joana Seymour. Horas mais tarde, Ana sofre complicações e dá à luz um bebê natimorto. |                              |               |                       |                    |
| 2 | "Episode II" "Episódio II"   | Lynsey Miller | Eve Hedderwick Turner | 2 de junho de 2021 |
| Quatro meses depois, Ana Bolena é assombrada com vozes que a acusam da perda da criança. Henrique VIII está cada vez mais recluso em Westminster e distante de Ana. Tomás Howard, tio de Ana, recomenda que ela seja mais cautelosa com Henrique e com a corte e ela o expulsa de volta para Westminster. Ana e Jorge assistem à missa para mostrar a Henrique que ela ainda pode executar suas funções reais. Após o serviço, Ana é atacada por um mulher enfurecida que insiste que Catarina de Aragão é a verdadeira rainha. Preocupada, Ana decide visitar a Princesa Elizabeth em Hatfield House. Elizabeth chora ao não reconhecer a mãe e Ana passa a refletir sua ausência no crescimento da criança. Ana observa uma conversa discreta entre Chapuys, o embaixador espanhol, e a Princesa Maria nos jardins do palácio. Chapuys sai de cena quando Ana tenta se aproximar da conversa. Maria confronta Ana dizendo que não abre mão de sua posição na linha de sucessão e Ana recomenda que ela respeite os direitos de Elizabeth. De volta a Londres, Ana confronta Thomas Cromwell sobre os rumores de suas negociações com a Espanha e este desvia o foco do assunto dizendo não haver nada de oculto. No banquete do dia seguinte, Ana percebe uma troca de olhares entre Henrique e Jane Seymour. Chapuys informa a Ana e Henrique VIII que o Sacro Imperador Carlos está disposto a reconhecer o casamento real caso a Princesa Maria seja declarada a herdeira presuntiva. Henrique discorda e encerra a reunião, afirmando que Ana será reconhecida como sua consorte apesar da oposição de Carlos e do Papa Paulo III. À noite, Margarete Shelton, uma das damas de companhia de Ana, informa que Jane Seymour está ocupando aposentos ao lado do quarto de Henrique. Ana confronta Henrique em seus aposentos e ambos trocam ofensas. No dia seguinte, Henrique participa de um torneio de justa sem a presença de Ana. Lady Shelton conduz Ana para os jardins de Whitehall, onde ela recebe uma ordem de prisão e é levada para a Torre de Londres. |                              |               |                       |                    |
| 3 | "Episode III" "Episódio III" | Lynsey Miller | Eve Hedderwick Turner | 3 de junho de 2021 |
| Ana Bolena é conduzida pelo rio Tâmisa até a Torre de Londres. Na prisão, Ana é apresentada ao condestável da Torre, William Kingston, que deseja a ela boa estadia apesar das circunstâncias. Lady Shelton informa a Ana que a Princesa Elizabeth foi enviada para Hatfield. Desconfiada de que está sendo enganada por todos, Ana faz greve de fome até receber notícias de sua filha. Cromwell visita a cela e informa que Ana enfrenta sérias acusações de alta traição e adultério. Ana se desespera ao saber que seu irmão, Jorge, também foi acusado dos mesmos crimes e ordena que Cromwell saia imediatamente. Madge conforta Ana dizendo que Elizabeth está a salvo fora de Londres. No dia seguinte, Cromwell inicia o julgamento de Ana levantando as acusações de adultério, alta traição e incesto. Ana se defende dizendo ser inocente de todas as acusações e uma esposa fiel ao rei. Joana Bolena e a Condessa de Worcester testemunham contra Ana enquanto Lady Shelton permanece em silêncio sabendo que as acusações são forjadas. Ana é condenada pelo júri e levada de volta para a Torre de Londres. Henrique envia um pedido de anulação do casamento e Ana concorda em assinar o documento em troca de manter Elizabeth a salvo na corte. Após descobrir que Jorge foi executado horas antes, Ana é conduzida até o pátio da prisão e executada diante de representantes da Coroa. |                              |               |                       |                    |